# Place du Maréchal-Foch
Pour l’article homonyme, voir Place Maréchal-Foch.
La place du Maréchal-Foch est une voie publique de la commune française de Rouen.
Elle est desservie par la station Palais de Justice du tramway de Rouen.

## Situation et accès
Elle est accolée au palais de justice et bordée par la rue Jeanne-d'Arc.
Sous la place passe le tunnel du Métrobus avec la station Palais de Justice.
Rues adjacentes
- Rue Percière
- Rue Saint-Lô
- Rue Jeanne-d'Arc
- Rue Guillaume-le-Conquérant
- Rue Rollon
- Rue du Tambour
- Rue aux Juifs

## Origine du nom
L'avenue tient son nom en l'honneur de Ferdinand Foch, maréchal de France, le Généralissime de la grande Guerre.

## Historique
En 1429, le marché aux herbes, et volailles qui se tenait devant la cathédrale est établi au clos aux Juifs, à l'emplacement donné à la ville en 1306 par Philippe IV le Bel. En 1493, la salle des Marchands est construite. La place est appelée place du Marché-Neuf ou du Neuf-Marché, en référence à la place du Vieux-Marché. Le bruit troublant les audiences du Parlement de Normandie, la ville acquiert la partie occidentale du clos aux Juifs et y transfère le marché.
Une fontaine est créée en 1595, alimentée par la source Gaalor. Une fontaine est venue la remplacer en 1722, surmontée d'une statue de Louis XV.
Elle prend le nom de place des Montagnards au Marché-Neuf en 1794 pour revenir sur son ancienne dénomination en 1795. Elle devient en 1868 place Verdrel, maire de Rouen décédé le 12 novembre de la même année. Elle prend en 1929 le nom de place du Maréchal-Foch.
Le 8 février 1923, la place est choisie pour accueillir le monument de la Victoire, édifice évoquant le monument aux morts situé dans le cimetière Saint-Sever au Petit-Quevilly. Il est édifié en 1924 et inauguré le 15 novembre 1925 en présence du député-maire de Rouen Louis Dubreuil et du général Alfred de Corn, commandant le 3e corps d'armée. Dans les années 1990, il a été déplacé rive gauche, au centre de la place Carnot.
Lors des travaux de réalisation du métro en 1994, les traces d'une domus des Ier et IIe siècles ont été mises au jour, ainsi que des tombes du VIIIe siècle dans l'édicule d'une fontaine antique, agrandie au IXe siècle, convertie en chapelle pour devenir l'église Saint-Jean, détruite lors du percement de la rue Jeanne-d'Arc en 1863.

## Bâtiments remarquables et lieux de mémoire
- Palais de justice, classé (1840-1977-1979)[3].